# Лотха (народ)
Лотха — народ на востоке Индии, относится к группе племён нага. Проживает на западе центральной части штата Нагаленд, в округе Вокха. По данным переписи 2001 года численность этноса составляет около 148 тыс. человек.
Язык лотха относится к тибето-бирманской языковой семье. Уровень грамотности довольно высок, составляет около 80%. В наши дни большинство лотха — христиане (главным образом баптисты, значительное меньшинство составляют также католики).